# Hängande dal

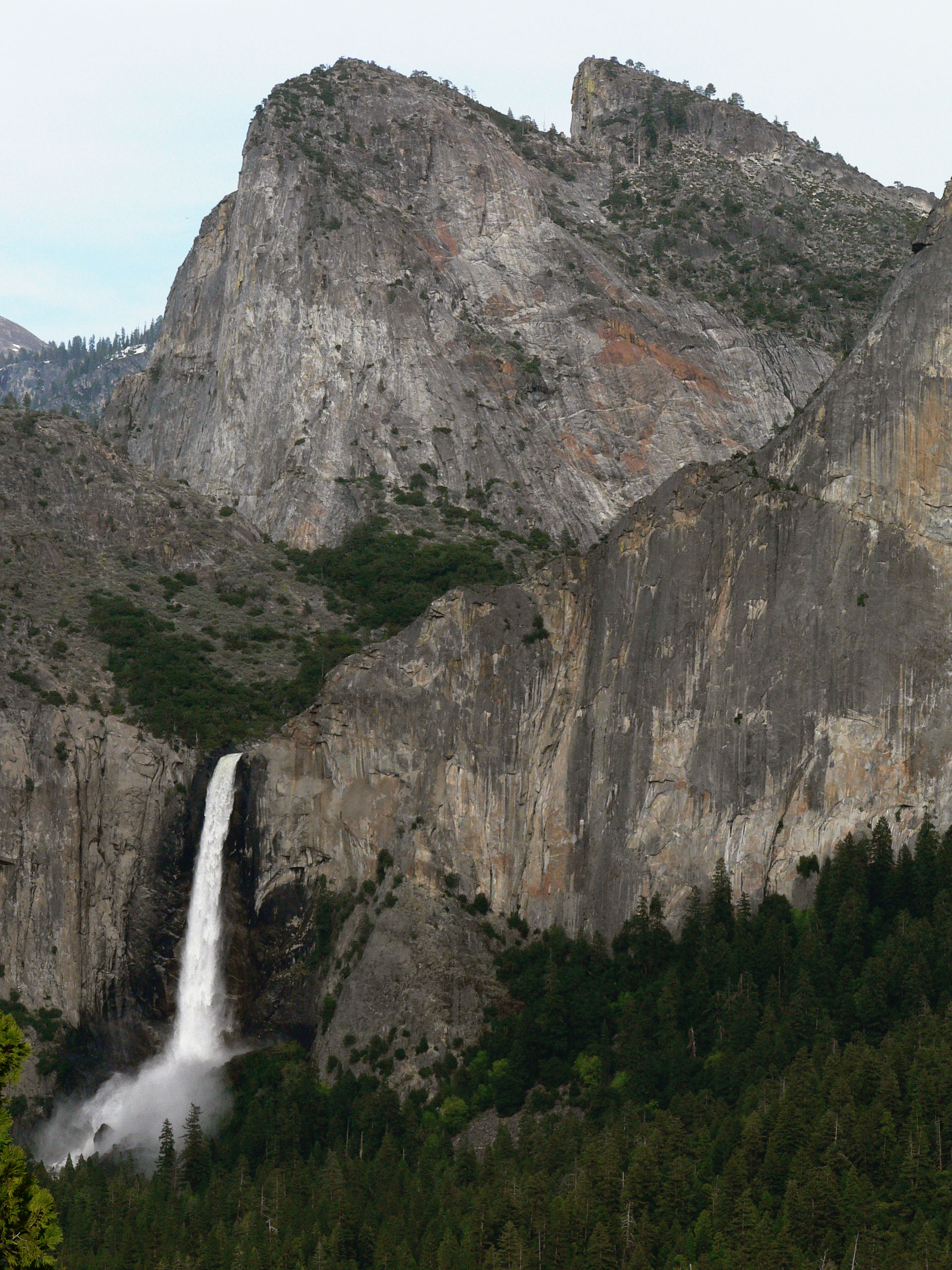
Bridalveil Falls som avvattnar en hängande dal i Yosemite National Park

En hängande dal är en dal som ansluter till en djupare dal på dennas ena sida.
En hängande dal har ofta bildats av att en mindre glaciär flutit ut i en större. Den större glaciären har bildat en U-dal i vilken den hängande dalen mynnar och då de båda glaciärernas yta från början hade samma höjd så ser det ut som om den mindre dalen "hänger" ovan huvuddalen. Ofta bildas vattenfall i eller nära den hängande dalens mynning.